# Kenyeres Júlia
Kenyeres Júlia (eredetileg Korách, Letenye, Zala vármegye, 1895. december 11. – Budapest, 1958. december 30.) újságíró, politikus.

## Élete
Édesapja Korách Fülöp államhivatalnok, 1895. március 25-én került Kassáról Letenyére adótárnoki minőségben. Édesanyja Singer Berta. Korach Fülöpnek három gyermeke volt, Júlia testvérei Korach Mór, világhírű tudós, akadémikus és Komját Aladár költő voltak.
Néhány évi letenyei tartózkodás után édesapjukat Fiuméba helyezték. Kenyeres Júlia ott végezte elemi- és középiskoláit. Budapesten az egyetem matematika-fizika szakára felvételizett, de egy év múlva átjelentkezett az orvosi karra.

## Politikai pályája
Egyetemi hallgatóként részt vett a Galilei Kör munkájában. A KMP-nek a kezdetektől tajga volt. 
A Tanácsköztársaság idején – politikai gondolkodása miatt – a Közoktatásügyi Népbiztosság a filmügyek politikai biztosának művészeti helyettesévé nevezte ki. A Tanácsköztársaság bukása után a fehérterror elől emigrált. Berlinben a Németország Kommunista Pártja tagja lett, s mint üzemi lapszerkesztő dolgozott. Eközben cikkeket, verseket írt az emigráns magyar sajtóba.
1921-ben, Bécsben, az "Egység" című kommunista irodalmi folyóirat egyik alapítója volt. 1922 őszén Berlinbe, majd 1932-ben a Szovjetunióba költözött. A moszkvai Lenin-iskola apirantújának elvégzése után párttörténetet és marxizmus-leninizmust oktatott. 1936-ban önként jelentkezett a spanyol polgárháború nemzetközi brigádjába, ahol Júlia Alvarez néven vált ismertté. 1939-ben visszatért a Szovjetunióba.
Egyik fő szervezője, egyben szerkesztője volt a moszkvai Kossuth Rádiónak, 1939-40-ben. 1947-ben hazatért Magyarországra. 1950-ben a Magyar Távirati Iroda vezérigazgató-helyettese lett. Szerkesztette a Tartós békéért, népi demokráciáért című lap magyar kiadását. Haláláig tagja volt a Magyar Újságírók Szövetsége vezetőségének.

## Emlékezete
Nevét a letenyei gimnázium viselte, egészen 1990-ig, majd a balatongyöröki KISZ-tábor vette fel. Budapesten a IX. kerület Tóth Kálmán utcai általános iskola 1973-ig viselte nevét.

## Főbb művei
- Életrajzi adataim